# Palacio de Viana
Der Palacio de Viana ist ein großer Palast in der andalusischen Stadt Córdoba, der aus über 100 Räumen, 12 Innenhöfen und mehreren Gärten besteht. Er liegt im nördlichen Teil der Altstadt am Pl. Don Gome 2. Der Palast wurde über Generationen von den Markgrafen von Viana ausgebaut und genutzt. Das ca. 6500 Quadratmeter umfassende Ensemble enthält Bereiche, die zwischen dem 15. und 20. Jahrhundert entstanden sind. Er ist als Museum in großen Teilen öffentlich zugänglich und zeigt neben zeitgenössischen Möbeln in den ältesten Gebäudeteilen vor allem Gartenkunst in den Innenhöfen. Im Jahr 1980 wurde es zu einem Nationalen Monument von historischem und künstlerischen Interesse und im Jahr 1983 auch zu einem kunsthistorischen Garten erklärt.

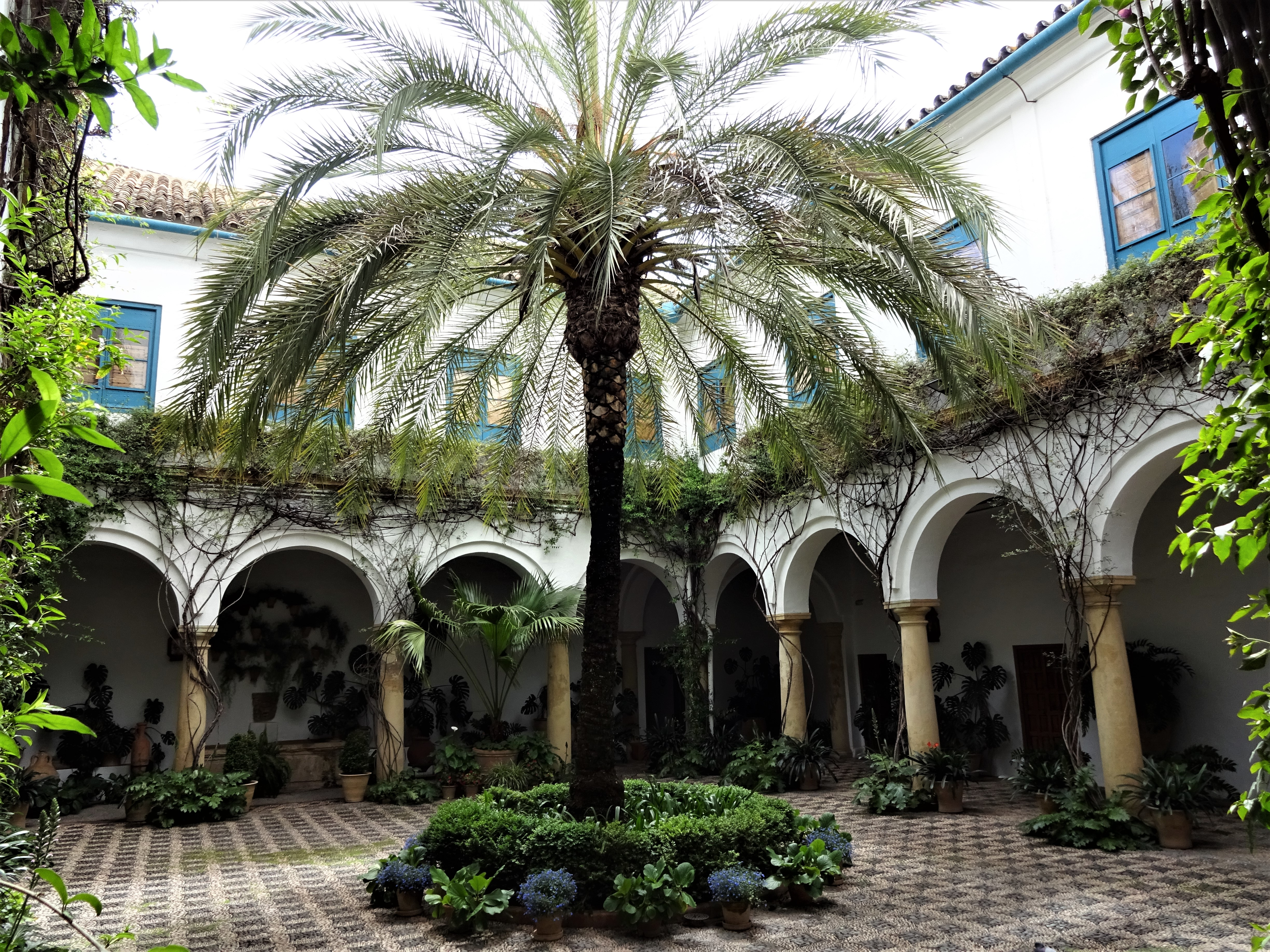
Innenhof Palacio Viana

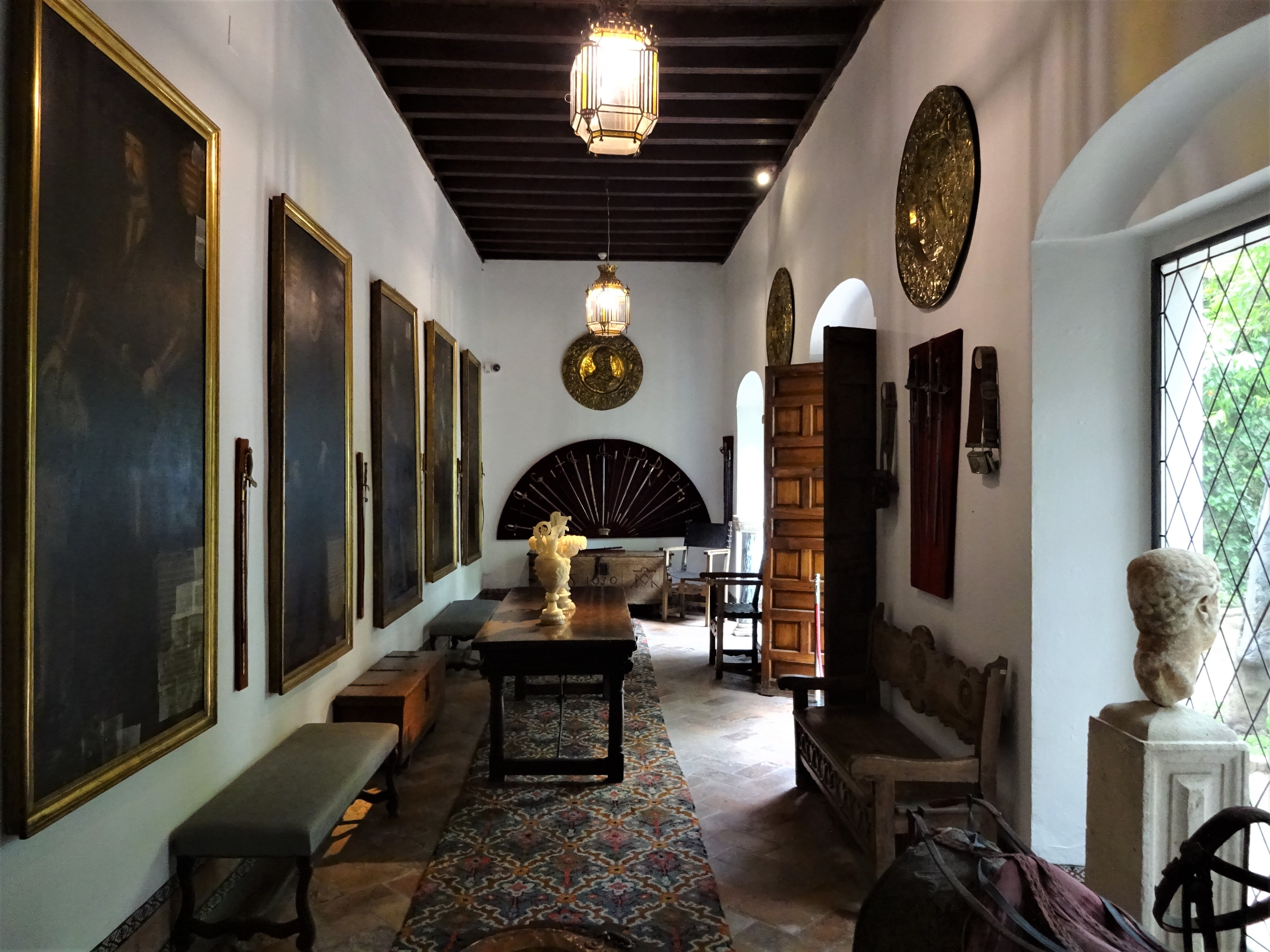
Innenraum Palacio Viana